# Station Uithuizen
Station Uithuizen ligt in Uithuizen aan de lijn Groningen – Roodeschool.
Het is gelegen aan de op 16 augustus 1893 geopende spoorlijn Groningen – Roodeschool. De lijn naar Roodeschool werd vanaf Sauwerd aangelegd door de Groninger Lokaalspoorweg-maatschappij.
Bij de aanleg van de lijn werd in Uithuizen een station van de tweede klasse van de GLS gebouwd. Dit oorspronkelijke station werd in 1973 afgebroken en zoals vrijwel overal in Groningen vervangen door een abri. Sinds 2000 is er weer een stationsgebouw.

## Verbindingen
| Serie      | Treinsoort         | Route                                           | Bijzonderheden                                 |
| ---------- | ------------------ | ----------------------------------------------- | ---------------------------------------------- |
| 37600 RS 4 | Stoptrein (Arriva) | Groningen – Uithuizen – Roodeschool – Eemshaven | Vier à vijf treinen per dag van/naar Eemshaven |

## Afbeeldingen

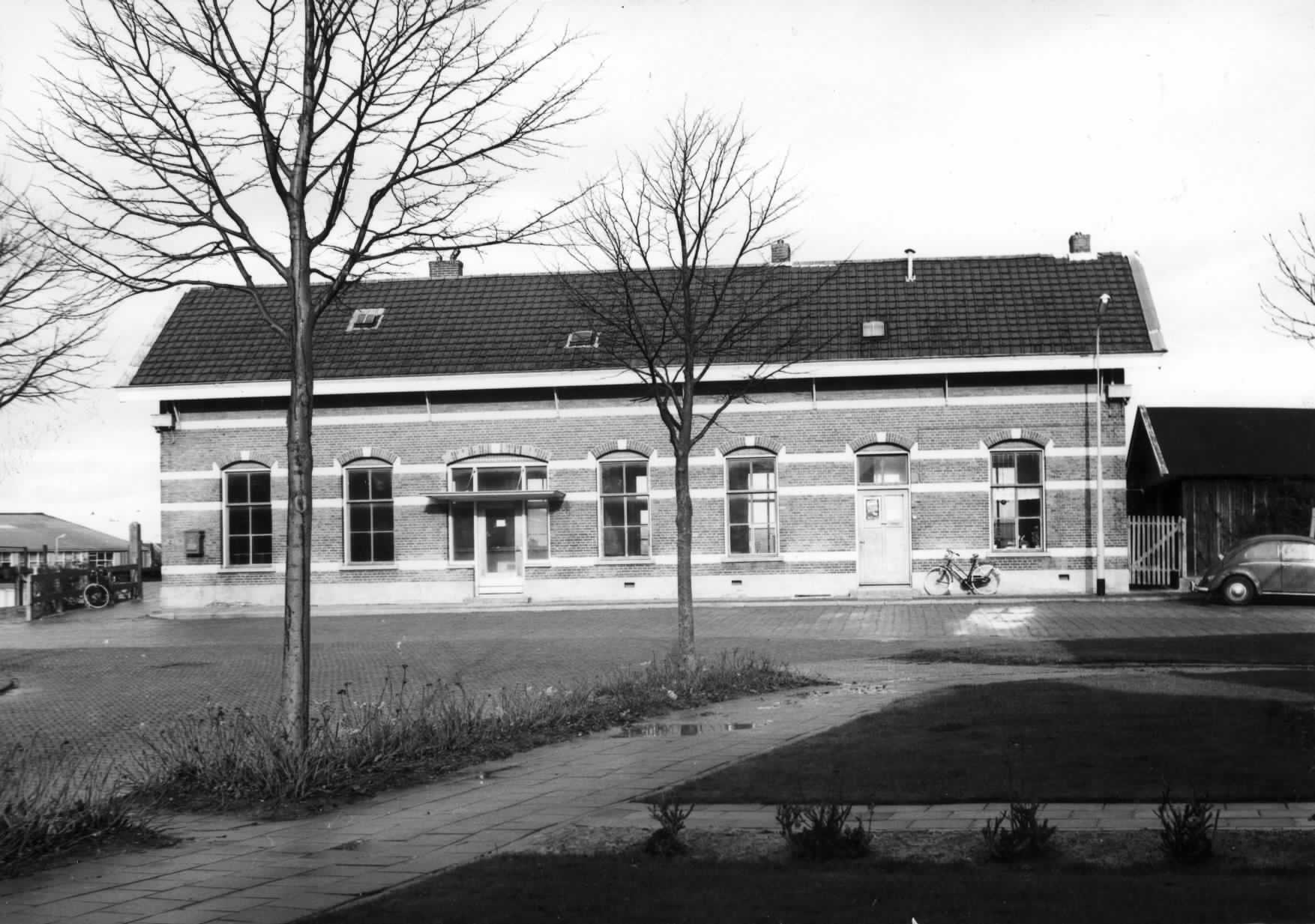
Het oude station
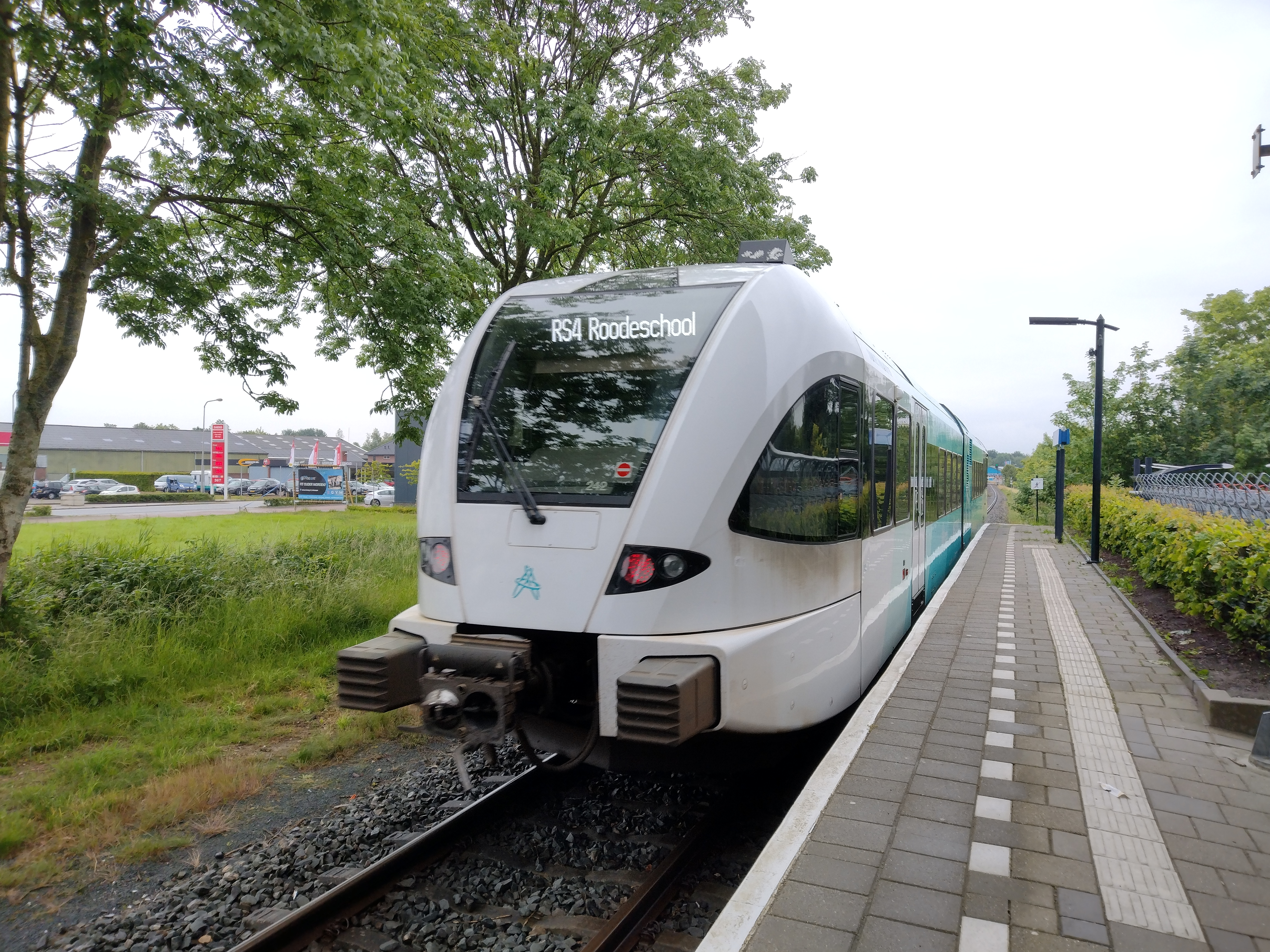
Arriva GTW op het station
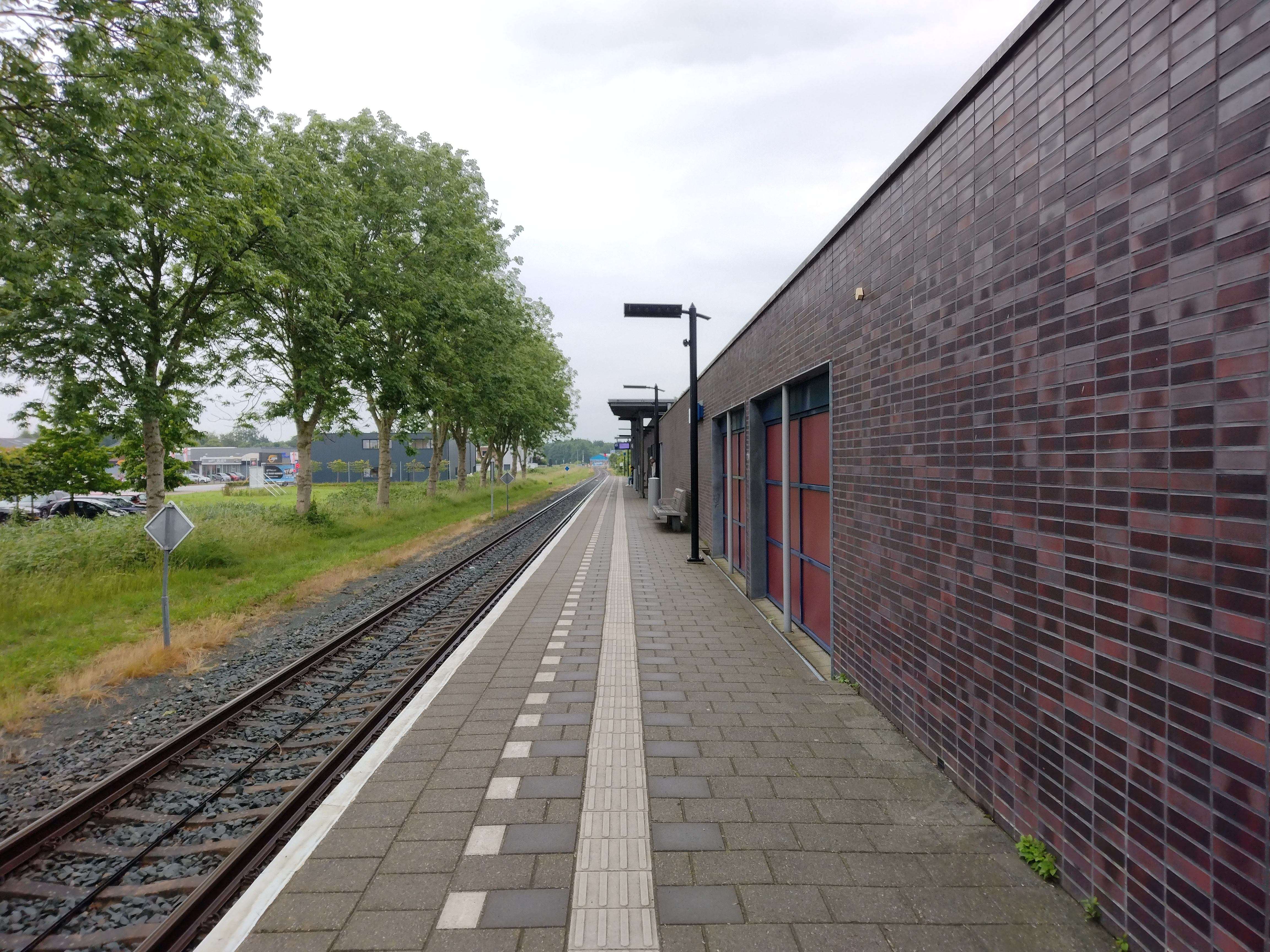
Het perron van het station

0,0: Sauwerd ·
4,6: Winsum ·
8,1: Baflo ·
12,8: Warffum ·
Wadwerd ·
16,0: Usquert ·
Munnikenweg ·
20,7: Uithuizen ·
Dingeweg ·
23,8: Uithuizermeeden ·
Meedsterweg ·
26,9: Roodeschool ·
1,0: Roodeschool ·
Eemshaven
Appingedam · 
Bad Nieuweschans ·
Baflo · 
Bedum · 
Delfzijl · 
-West · 
Eemshaven ·
Grijpskerk · 
Groningen · 
-Europapark ·
-Noord ·
Haren · 
Hoogezand-Sappemeer · 
Kropswolde · 
Loppersum · 
Martenshoek · 
Roodeschool · 
Sauwerd · 
Scheemda · 
Stedum · 
Uithuizen · 
Uithuizermeeden · 
Usquert · 
Veendam · 
Warffum · 
Winschoten · 
Winsum · 
Zuidbroek · 
Zuidhorn
Voormalige stations: zie de lijst van voormalige spoorwegstations in Groningen